# 泊仔寮洽義堂
24°03′28″N 120°25′52″E / 24.057675°N 120.431031°E
泊仔寮洽義堂，是位於臺灣彰化縣鹿港鎮新宮里的蘇府王爺廟，有著人神聯婚的傳說，信徒並將配偶神當孩童的守護神。

## 由來
鹿港信仰蘇府王爺者相當多，主要是同治年間曾有蘇府王爺降甘霖解旱的傳說，接著在光緒年間又有抓水鬼的傳說。
此蘇府王爺廟位在新祖宮附近，屬新宮里。相傳清治一名中國大陸來的賣貨郎背著一尊蘇府王爺神像，來到鹿港泊仔寮表示王爺神像指示要駐駕於此，從此泊仔寮民眾輪流當爐主供奉。後來又有人帶來五府王爺供奉，信眾遂協議乾脆合併奉祀。1968年建廟，廟名取自「義氣融洽」之義。

## 康夫人
洽義堂蘇府王爺的配偶神--康夫人，常被信徒帶此神像請去家中，撫慰愛哭、不好帶的孩子。更特別的是，一般有月事女子、產婦是不可靠近神明，但當地信徒甚至會把此神請到產婦的月子房內繞一圈，讓神像在新生兒前晃三下。
鹿港居民傳統上讓不好帶的小孩作夫人媽（已婚女神）的契子，通常是某王爺的配偶神，並選在該神生日當天立下契書，如鹿港的王爺夫人媽就有洽義堂蘇府康夫人、永安宮薛府夫人媽、文德宮溫府大二三夫人媽、鳳山寺廣澤尊王夫人、護安宮吳府千歲夫人、南泉宮黃府王爺夫人等。如一名女信徒施清鷹表示，她和兄弟們都是洽義堂府康夫人的契子。大葉大學講師李秀娥調查，鹿港鎮除湄洲媽祖外，奉祀夫人媽女神的廟宇至少有四十七家，是夫人媽廟密度最高的鄉鎮，全台少見，這與鹿港人重視繁衍子孫有密切關係。
對於洽義堂康夫人由來，廟方志工蔡和福表示相傳芳苑鄉永興村一帶，清朝有名十八歲的康姓少女，一天忽然穿戴整齊，對著家中祖先牌位點上清香參拜，並告訴父母她要嫁給「鹿港過溝仔泊仔寮姓蘇的」，過沒幾天的農曆二月二十七日，就突然去世，當日蘇府王爺也降乩說要去接夫人，不久康家人即到泊仔寮尋找蘇姓人士，眾人才驚覺應該就是要找的是蘇府王爺。
2000年代初，洽義堂乩童說夫人媽指示要信徒去芳苑找尋康姓家族後人回來祭拜，並說該處人家前有榕樹，因此廟方才在芳苑鄉永興村找到康家人。之後，每年農曆二月夫人媽誕辰，該康姓家族就會到洽義堂祭拜。對此傳說，2009年已近九旬的康箸表示，因年代久遠，老一輩並沒有對他們說康夫人的事蹟，他認為應該是夫人媽有意保佑娘家後代子孫，才會請廟方來找，並認為家族有人成神，覺得很光榮。